# Джур-Махале
Джур-Махале (перс. جورمحله) — село в Ірані, у дегестані Сіяхкалруд, у бахші Чабоксар, шагрестані Рудсар остану Ґілян. За даними перепису 2006 року, його населення становило 159 осіб, що проживали у складі 44 сімей.

## Клімат
Середня річна температура становить 15,10 °C, середня максимальна – 28,96 °C, а середня мінімальна – 1,27 °C. Середня річна кількість опадів – 1094 мм.
| Клімат поселення                              | Клімат поселення | Клімат поселення | Клімат поселення | Клімат поселення | Клімат поселення | Клімат поселення | Клімат поселення | Клімат поселення | Клімат поселення | Клімат поселення | Клімат поселення | Клімат поселення | Клімат поселення |
| Показник                                      | Січ.             | Лют.             | Бер.             | Квіт.            | Трав.            | Черв.            | Лип.             | Серп.            | Вер.             | Жовт.            | Лист.            | Груд.            |                  |
| Середній максимум, °C                         | 11,13            | 11,28            | 12,72            | 17,55            | 22,12            | 26,81            | 28,96            | 28,90            | 25,26            | 21,64            | 17,26            | 12,90            |                  |
| Середня температура, °C                       | 6,20             | 6,34             | 7,78             | 12,63            | 17,19            | 21,87            | 24,69            | 24,62            | 21,00            | 17,36            | 13,00            | 8,62             |                  |
| Середній мінімум, °C                          | 1,27             | 1,41             | 2,84             | 7,68             | 12,27            | 16,94            | 20,41            | 20,34            | 16,71            | 13,08            | 8,70             | 4,33             |                  |
| Норма опадів, мм                              | 90               | 79               | 80               | 44               | 46               | 38               | 34               | 56               | 134              | 224              | 152              | 117              |                  |
| Середньомісячна швидкість вітру, м/с          | 2.39             | 2.50             | 2.50             | 2.39             | 2.36             | 2.40             | 2.62             | 2.27             | 2.08             | 2.07             | 2.10             | 2.30             |                  |
| Середньомісячна сонячна радіація, кДж/м²·день | 7286             | 9262             | 11219            | 15199            | 19272            | 20939            | 21338            | 18229            | 14758            | 10791            | 8771             | 6914             |                  |
| --------------------------------------------- | ---------------- | ---------------- | ---------------- | ---------------- | ---------------- | ---------------- | ---------------- | ---------------- | ---------------- | ---------------- | ---------------- | ---------------- | ---------------- |
| Джерело:                                      |                  |                  |                  |                  |                  |                  |                  |                  |                  |                  |                  |                  |                  |